# 夕顔 (駆逐艦)
| 「第46号哨戒艇」時代（1940年） |                                                       |
| 艦歴                           |                                                       |
| 計画                           | 1918年度（八六艦隊案）                                |
| 起工                           | 1922年5月15日                                         |
| 進水                           | 1923年4月14日                                         |
| 就役                           | 1924年5月31日（第十二駆逐艦）                         |
| 転籍                           | 1940年4月1日 哨戒艇                                   |
| その後                         | 1944年11月10日沈没                                    |
| 除籍                           | 1945年1月10日                                         |
| 性能諸元                       |                                                       |
| 排水量                         | 基準：820トン                                         |
| 全長                           | 83.8m                                                 |
| 全幅                           | 8.08m                                                 |
| 吃水                           | 2.51m                                                 |
| 主缶                           | ロ号艦本式缶3基                                       |
| 機関                           | オールギアードタービン2基2軸 21,500shp                |
| 最大速力                       | 35.5ノット                                            |
| 航続距離                       |                                                       |
| 乗員                           |                                                       |
| 兵装                           | 12.0cm単装砲3基 6.5mm単装機銃2基 53cm連装発射管2基4門 |

夕顔（ゆうがお/ゆふがほ）は、日本海軍の駆逐艦。若竹型駆逐艦の6番艦である。

## 艦歴
- 1923年（大正12年）4月14日 - 進水（石川島造船所建造）。進水時の名称は「第十二駆逐艦」。
- 1924年（大正13年）4月1日 - 「第十二号駆逐艦」に艦名変更。
  - 5月31日 - 竣工
- 1928年（昭和3年）8月1日 - 「夕顔」に艦名変更。
- 1940年（昭和15年） 4月1日 - 哨戒艇に類別変更し第46号哨戒艇に改称。
- 1941年（昭和16年） - 太平洋戦争に参戦。パラオ、トラック方面の船団護衛などに従事。
- 1944年（昭和19年） 11月10日 - 石廊崎沖で米潜水艦「グリーンリング」の雷撃を受け戦没。

## 歴代艦長
※『日本海軍史』第9巻・第10巻の「将官履歴」及び『官報』に基づく。階級は就任時のもの。

### 艤装員長
- 丸山良雄 少佐：1924年3月20日[1] -

### 駆逐艦長
- 丸山良雄 少佐：1924年5月31日 - 11月10日[2]
- 徳富太多雄 大尉：1924年11月10日[2] - 1925年12月1日[3]
- （兼）中原達平 少佐：1925年12月1日 - 1926年11月1日[4]
- 平塚四郎 少佐：1926年11月1日 - 1929年11月1日
- 有賀幸作 大尉：1929年11月1日 - 1930年12月1日
- 天谷嘉重 大尉：1930年12月1日 - 1931年10月15日[5]
- 石畑四郎 少佐：1931年10月15日[5] - 1932年12月1日[6]
- 西川一男 大尉：1932年12月1日[6] - 1934年1月15日[7]
- 磯久研磨 少佐：1934年1月15日 - 11月15日
- 鈴木正明 少佐：1934年11月15日[8] - 1935年10月31日[9]
- 安並正俊 大尉：1935年10月31日[9] - 1936年7月21日[10]
- 大石新一 少佐：1936年7月21日[10] - 1936年12月1日[11]